# Kerima Polotan-Tuvera
Kerima Polotan-Tuvera (Jolo, 16 december 1925 - 19 augustus 2011) was een Filipijns schrijfster en journaliste. Voor haar korte verhalen en essays won ze diverse prijzen, waaronder vier Palanca Awards.

## Biografie
Polotan-Tuvera werd geboren op 16 december 1925 in Jolo. Haar vader was kolonel in het Filipijnse leger en haar moeder was docente. Na haar middelbareschooltijd aan de Far Eastern University Girls' High School schreef ze zich in 1944 in voor de studie verpleegkunde aan de University of the Philippines. Een jaar later switchte ze naar de Arellano University. Daar volgde ze schrijflessen van Teodoro Locsin en werkte ze mee aan de eerste editie van de Arellano Literary Review.
In 1952 won ze met haar korteverhalenbundel The Virgin de Free Press short story prize en een Palanca Award. Later volgden nog drie Palanca Awards voor The Trap (1956), The Tourists (1960) en The Sound of Sunday (1961). In de jaren 60 was Polotan-Tuvera diverse malen panellid van de Silliman University Writers Workshop, een jaarlijks terugkerende workshop voor jonge Filipijnse schrijvers georganiseerd door Edith Tiempo en haar man Edilberto Tiempo. In 1970 schreef ze het boek Imelda Romualdez Marcos, a Biography. Tevens begon ze in de jaren 70 FOCUS Magazine en de krant Evening Post, waarvoor ze ook als redacteur aan de slag ging.
Kerima Polotan overleed in 2011 op 85-jarige leeftijd. Ze was sinds 1949 getrouwd met schrijver Juan Tuvera. Haar man was tussen 1966 en 1986 Executive Secretary van president Ferdinand Marcos. Samen kregen ze tien kinderen: Victor, Teresa, Helen, Leticia, Kerima Yr., Patricia, Enrico, Mariam, Rafael en Katrina.